# Gudrød Ljome
Gudrød Ljome (nórdico antiguo: Guðröður ljómi, apodado Gudrod el Brillante) fue un caudillo vikingo del siglo IX, hijo del rey Harald I de Noruega y de Snøfrid Svåsedotter, hija de Svåse el Finés. Era hermano de Halfdan Haleg (Hálfdan Piernas Largas).
Halfdan y Gudrød mataron a Rognvald Eysteinsson jarl de Møre, y primer jarl de las Orcadas, acosándole y prendiéndole fuego en su propia casa en Noruega. Gudrød tomó posesión de las tierras del jarl Rögnvald mientras que Hálfdan navegó al oeste hacia las Orcadas para derrocar a su hijo Torf-Einarr. El rey Harald, aparentemente horrorizado por las acciones de sus hijos, desposeyó a Gudrød y restauró las posesiones de Rögnvald a su hijo, Thorir Rögnvaldarson.